# Ingeborg Kader
Ingeborg Kader (* 1959) ist eine deutsche Klassische Archäologin.
Ingeborg Kader studierte Klassische Archäologie und wurde 1991 an der Universität zu Köln promoviert. 1993 erhielt sie den Bruno-Snell-Preis. Von 1997 bis 2017 war sie Hauptkonservatorin des Museums für Abgüsse Klassischer Bildwerke in München.

## Veröffentlichungen (Auswahl)
- Propylon und Bogentor. Untersuchungen zum Tetrapylon von Latakia und anderen frühkaiserzeitlichen Bogenmonumenten im Nahen Osten (= Damaszener Forschungen Bd. 7). von Zabern, Mainz 1996, ISBN 3-8053-1866-9 (= Dissertation).
- (Hrsg.): Begegnung in bunt. Farbfassungen antiker chinesischer und griechischer Plastik im Vergleich. Sonderausstellung des Museums für Abgüsse Klassischer Bildwerke München anlässlich der XXIX. Olympischen Spiele in Peking, 18. Juni bis 29. August 2008. Museum für Abgüsse Klassischer Bildwerke München. Museum für Abgüsse Klassischer Bildwerke, München 2008, ISBN 978-3-9805981-6-3.
- (Hrsg.): Penelope rekonstruiert. Geschichte und Deutung einer Frauenfigur. Sonderausstellung des Museums für Abgüsse Klassischer Bildwerke München, 9. Oktober bis 15. Januar 2007. Museum für Abgüsse Klassischer Bildwerke, München 2006, ISBN 978-3-9805981-5-6.